# Ernst Pagels

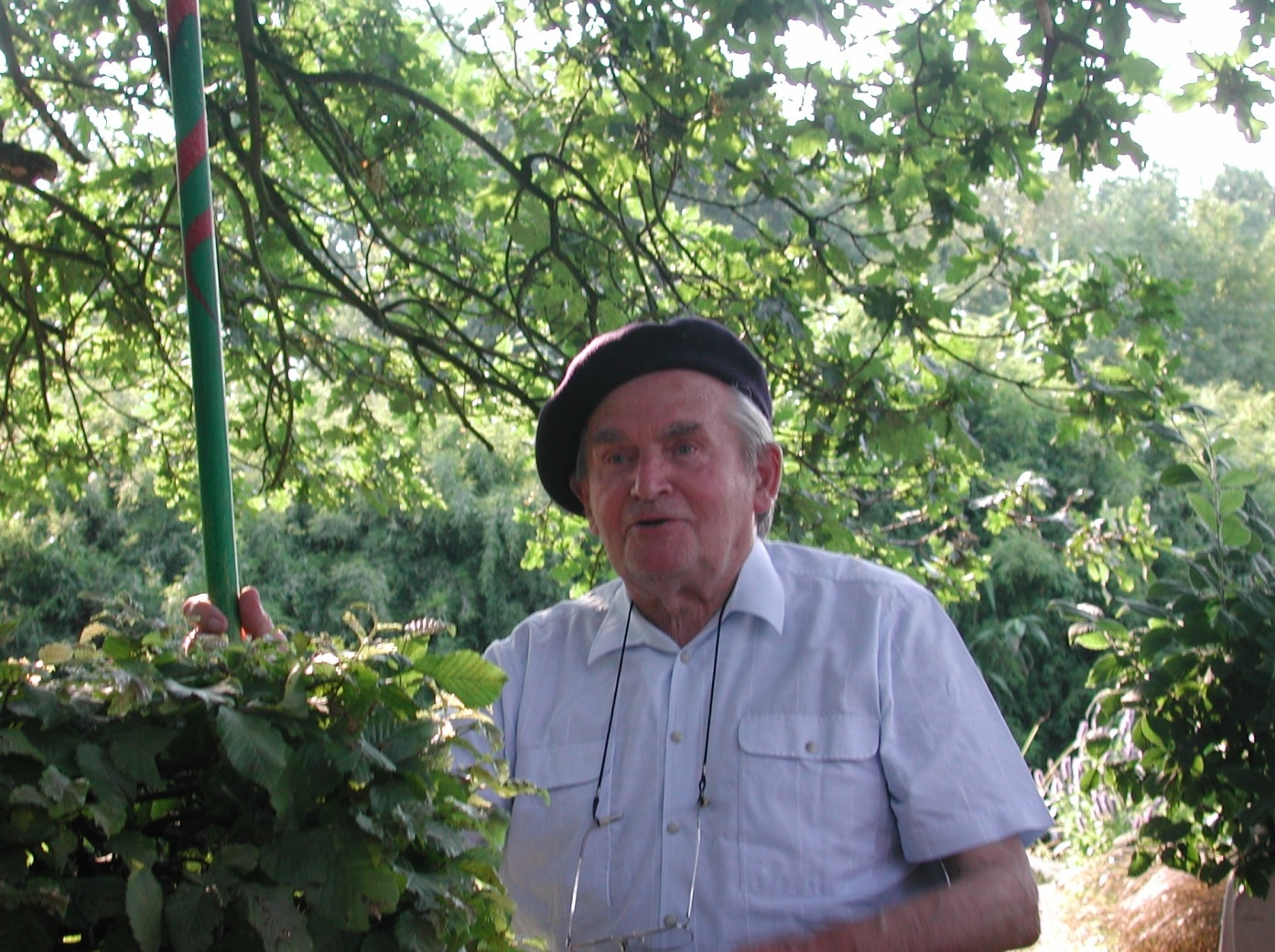
Ernst Pagels (2004) in seiner Gärtnerei

 Ernst Johann Friedrich Pagels (* 9. Oktober 1913 in Stockelsdorf; † 16. Januar 2007 in Leer (Ostfriesland)) war ein deutscher Gärtner und Pflanzenzüchter.
Ernst Pagels führte von 1949 bis 2000 in Leer (Ostfriesland) eine Staudengärtnerei. Nach Karl Foerster, seinem Vorbild, und Georg Arends wurde Pagels der bedeutendste deutsche Staudenzüchter des 20. Jahrhunderts. Sein besonderes Verdienst lag in der Entfächerung der Chinaschilfsorten (Miscanthus). Erst hierdurch konnte das vielfältige Sortiment der großen Ziergräser entwickelt werden, das wesentliche Gestaltungsimpulse in der Gartenarchitektur vor allem in Großbritannien und den Vereinigten Staaten gegeben hat.

## Leben
Ernst Pagels wurde als zweites Kind von Johanne Pagels, geb. van Zwoll (1886–ca. 1965), und dem Gärtner Ernst Martin Pagels (1885–1915) in Stockelsdorf bei Lübeck am 9. Oktober 1913 geboren. Nachdem der Vater zu Beginn des Ersten Weltkriegs gefallen und nur zwei Wochen später sein Bruder gestorben war, entschied die Familie, dass der eineinhalbjährige Ernst bei seinen Großeltern väterlicherseits in Mecklenburg aufwachsen solle. Bis zum Tod der Großmutter 1923 blieb er dort und zog dann zu seiner Mutter und seiner Schwester Frieda nach Leer (Ostfriesland). Dort besuchte er die Osterstegschule und das Ubbo-Emmius-Gymnasium.
Von 1928 bis 1932 wurde Ernst Pagels in der Leeraner Gärtnerei van Scharrel zum Gärtner ausgebildet. Er durchlief die verschiedenen Produktionsbereiche des gemischten Betriebs mit viel Freude.
Durch Zufall entdeckte er auf dem Dachboden der Firma Hefte der Fachzeitschrift „Gartenschönheit“, die von Karl Foerster, Oskar Kühl und Camillo Schneider herausgegeben wurde. Er war fasziniert von den Verwendungsmöglichkeiten der Stauden und verbrachte danach viel Zeit bei der heimlichen Lektüre. Als er in seinem Lehrbetrieb die Ausführung einer Gartenplanung von Karl Foerster begleiten durfte, reifte in ihm der Wunsch, eines Tages in der Bornimer Gärtnerei zu arbeiten. Seit dieser Zeit wurde Karl Foerster für Pagels zu einer wesentlichen Leitfigur seines Lebens.
Pagel blieb noch ein halbes Jahr als Geselle in seinem Lehrbetrieb, bevor er sich in der Gärtnerlehranstalt Oranienburg während zwei Jahren als Gartenbautechniker qualifizierte. Er arbeitete anschließend in drei verschiedenen Gärtnereien. Schließlich konnte er seinen Wunsch verwirklichen und bei Karl Foerster arbeiten. Nach einem halben Jahr im Bornimer Pflanzenversand wechselte er dort in die Gartenausführung und später in die Gartenbauleitung, wo er bis zu seiner Einberufung 1939 blieb. Während der Abendstunden fand der junge Mann immer wieder Gelegenheiten, mit dem Staudenzüchter Karl Foerster durch die Gärtnerei zu gehen. Die Gespräche bezogen sich auf die züchterische Arbeit, waren aber immer stärker auch privat geprägt.
Nach dem Zweiten Weltkrieg und einer Zeit in englischer Gefangenschaft gründete Pagels 1949 in Leer (Ostfriesland) auf dem zwei Hektar großen geerbten Stück Land am Stadtrand seine eigene Gärtnerei. Hier baute er zu Beginn vor allem Gemüse zur Versorgung der eigenen Familie und zum Verkauf an. Später verkaufte der Gärtner ausschließlich Stauden, die er seit Anfang der 1950er Jahre in biologischem Anbau produzierte.
Parallel zur Gründung seiner Gärtnerei war Pagels von Anfang an in der Gartenplanung und -ausführung vor allem im Leeraner Umfeld tätig, u. a. für den Architekten Carl Börner (1898–1987). Ab Mitte der 1960er Jahre beteiligte sich sein Neffe Enno Winenga an den Planungen. Einige Jahre später übernahm Winenga die wesentlichen Aufgaben, so dass Pagels sich auf die Staudenproduktion und Züchtungen konzentrieren konnte.
Bis zum Jahr 2000 war Pagels in seiner Gärtnerei aktiv. Anschließend wurde sie noch mehrere Jahre weiter betrieben, bis sie von der anthroposophischen Stiftung mercurial als Park der Allgemeinheit zugänglich gemacht wurde.

## Leistungen
Wie sein Vorbild Karl Foerster züchtete auch Ernst Pagels Stauden. Seit Gründung der Gärtnerei 1949 spielte diese Arbeit für ihn eine bedeutende Rolle. Insgesamt fand er im Laufe seiner fast 50-jährigen Züchtungsarbeit mehr als 130 Sorten. Damit steht er nach Karl Foerster (161 Züchtungen) und Georg Arends (109 Züchtungen) an dritter Stelle der Staudenzüchter des 20. Jahrhunderts.
Die erste Sorte las er bereits 1949 aus, ein Rittersporn (Delphinium elatum-Hybride ‚Bully‘). Schon sechs Jahre später gelang ihm der züchterische Durchbruch mit der noch heute vom Bund deutscher Staudengärtner (BdS) als „ausgezeichnet“ bewerteten Steppen-Salbeisorte ‚Ostfriesland‘ (Salvia nemorosa ‚Ostfriesland‘).

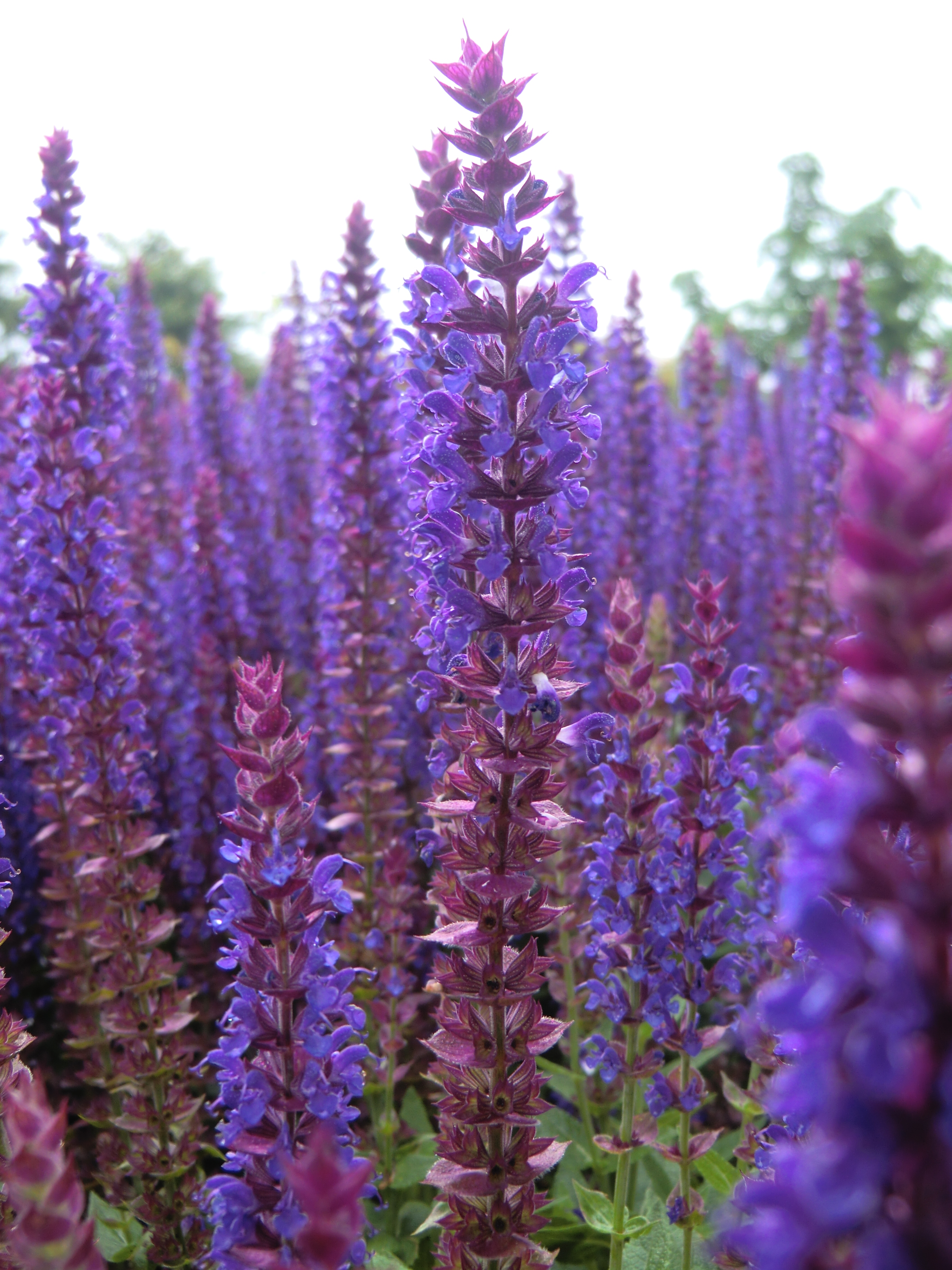
Den züchterischen Durchbruch schaffte Ernst Pagels mit der noch heute weit verbreiteten Salbeisorte ‚Ostfriesland‘

Im Verlauf seiner Arbeit fand er insgesamt 14 Salbeisorten (Salvia nemorosa), darunter auch die ausgezeichnete Sorte ‚Blauhügel‘ (***). Zusätzlich selektierte er neben diversen anderen Stauden acht Schafgarbensorten (Achillea spec.), sieben Schaublattsorten (Rodgersia spec.) sowie acht Fetthennensorten (Sedum spec.). Aus aller Welt wurden ihm Pflanzen zur Begutachtung zugeschickt. Wenn sie gartenwürdig waren, benannte er sie und brachte sie in den Handel. Bei der Züchtungsarbeit war es ihm besonders wichtig, langlebige und stabile Pflanzen zu finden, die im Beet lange ansprechend aussehen.
Insgesamt entwickelte Pagels zehn vom BdS ausgezeichnete Sorten oder brachte sie in den Handel (***):
- Prachtspiere ‚Purpurlanze‘ – Astilbe chinensis var. taquetii ‚Purpurlanze‘, die auch das Wertzeugnis der Deutsche Gartenbaugesellschaft (DGG) erhielt. Sie wurde von Pagels benannt und in den Handel gebracht.
- Prachtspiere ‚Aphrodite‘ – Astilbe Simlicifolia-Hybride ‚Aphrodite‘
- Elfenblume ‚Frohnleiten‘ – Epimedium x perralchium ‚Frohnleiten‘, die von ihm in den Handel gebracht wurde.
- Chinaschilf ‚Kleine Fontäne‘ – Miscanthus sinsensis ‚Kleine Fontäne‘
- Chinaschilf ‚Malepartus‘ – Miscanthus sinensis ‚Malepartus‘
- Schaublatt ‚Die Anmutige‘ – Rodgersia henrici ‚Die Anmutige‘
- Schaublatt ‚Die Schöne‘ – Rodgersia henrici ‚Die Schöne‘
- Schaublatt Die Stolze‘ – Rodgersia henrici ‚Die Stolze‘
- Steppensalbei ‚Ostfriesland‘ – Salvia nemerosa ‚Ostfriesland‘
- Steppensalbei ‚Blauhügel‘ – Salvia nemorosa ‚Blauhügel‘.

Außerdem züchtete er 15 sehr gute Sorten (**) und zehn gute Sorten (*).
Den Höhepunkte seiner züchterischen Arbeit erlebte er in den 1980er Jahren mit seinen Chinaschilfauslesen. Als erster schaffte er es, die Chinaschilfsorte ‚Gracilimus‘ (Miscanthus sinensis ‚Gracilimus‘) im Gewächshaus zum Blühen zu bringen. In den folgenden Jahren entwickelte er mehr als 50 Miscanthus sinensis-Sorten. Vor allem in Europa und den Vereinigten Staaten begründete sich dadurch eine neue Gestaltungstradition, das „Ornamental Grass Gardening“.

## Ehrungen
- 1986: Georg-Arends-Medaille vom Zentralverband Gartenbau
- 1992: Goldene Ehrennadel und Karl-Foerster-Ring vom Bund deutscher Staudengärtner[14]
- 2000: International Contributor Award von der amerikanischen Perennial Plant Association
- 2001: Karl-Foester-Medaille in Gold von der Gesellschaft der Staudenfreunde
- 2006: Reginald Cory Memorial Cup von der Royal Horticultural Society

## Nach Pagels benannte Staudensorten
Sein niederländischer Freund Hans Kramer benannte eine Sorte nach ihm, Amsonia hubrichtii x ciliata ‚Ernst Pagels‘. Dori und Henk Jacobs fanden 2003 einen kräftigen, kompakten Kugelmiscanthus, den sie nach ihrem Freund benannten, Miscanthus sinensis ‚Pagels‘.
Im Jahr 2005 wurde auch ein Silphium ‚Ernst Pagels‘ von Niederländern benannt.

## Pagelsgärten

### Ernst-Pagels-Sortimentsgarten
Im Rahmen der Bundesgartenschau 2001 gestaltete der Verein Perenne e. V. im Volkspark Potsdam zu Ehren von Ernst Pagels einen Garten mit Gräsern und Stauden. Hier werden unter anderem Salbei, Goldgarben und Alant zusammen gezeigt. Der Garten ist heute als Nr. 13 im Volkspark Potsdam zu sehen.

### Ernst-Pagels-Garten in Bad Zwischenahn
Der Ernst-Pagels-Garten im Park der Gärten in Bad Zwischenahn wurde am 8. Juli 2005 eröffnet. Die Gartendesignerin Anke Mattern (geboren 1960) aus Steyerberg, Kreis Nienburg, hat ihn in Absprache mit Pagels angelegt. Hierfür teilte sie das Gelände in sechs Farbgruppen ein, bei denen sie zahlreiche seiner Züchtungen verwendete. Sie achtete auch bei der Verwendung der Gehölze auf seine Vorlieben. Bei der Gestaltung integrierte sie durch die Sichtpunkte vom Sitzplatz, ein im Ammerländer Fachwerkstil gebautes Gartenhaus, in den Garten und umgekehrt einen weiteren Leitgedanken von Pagels Gartengestaltungen in den kleinen Schaugarten.

### Ernst-Pagels-Garten in Leer
Von 1949 bis 2000 führte Ernst Pagels seine Gärtnerei in Leer. Er vererbte sie der anthroposophischen Stiftung mercurial, die sie als Garten für die Allgemeinheit öffnete und nach Pagels Plänen auf dem Gelände einen Waldorfkindergarten baute. Die Grundstrukturen der Gärtnerei sind heute noch erhalten. Die Anlage ist als Mehrgenerationengarten gestaltet. Hier finden sich seine Züchtungen in einem Schaugarten sowie in Staudenbeeten, die vom international bekannten Gartenkünstler Piet Oudolf, vom niederländischen Helenium-Spezialisten Henk Jacob, von Peter Janke sowie der Gesellschaft der Staudenfreunde gestaltet wurden. Daneben gibt es einen Teich, eine Wildblumenwiese, Nachbarschaftsbeete und künstlerisch gestaltete Kinderspielgeräte, die den Garten zu jeder Jahreszeit für jede Generation attraktiv machen sollen.